# Županjac
Županjac (en serbe cyrillique : Жупањац) est un village de Serbie situé dans la municipalité de Lazarevac et sur le territoire de la ville de Belgrade. Au recensement de 2011, il comptait 508 habitants.

## Géographie

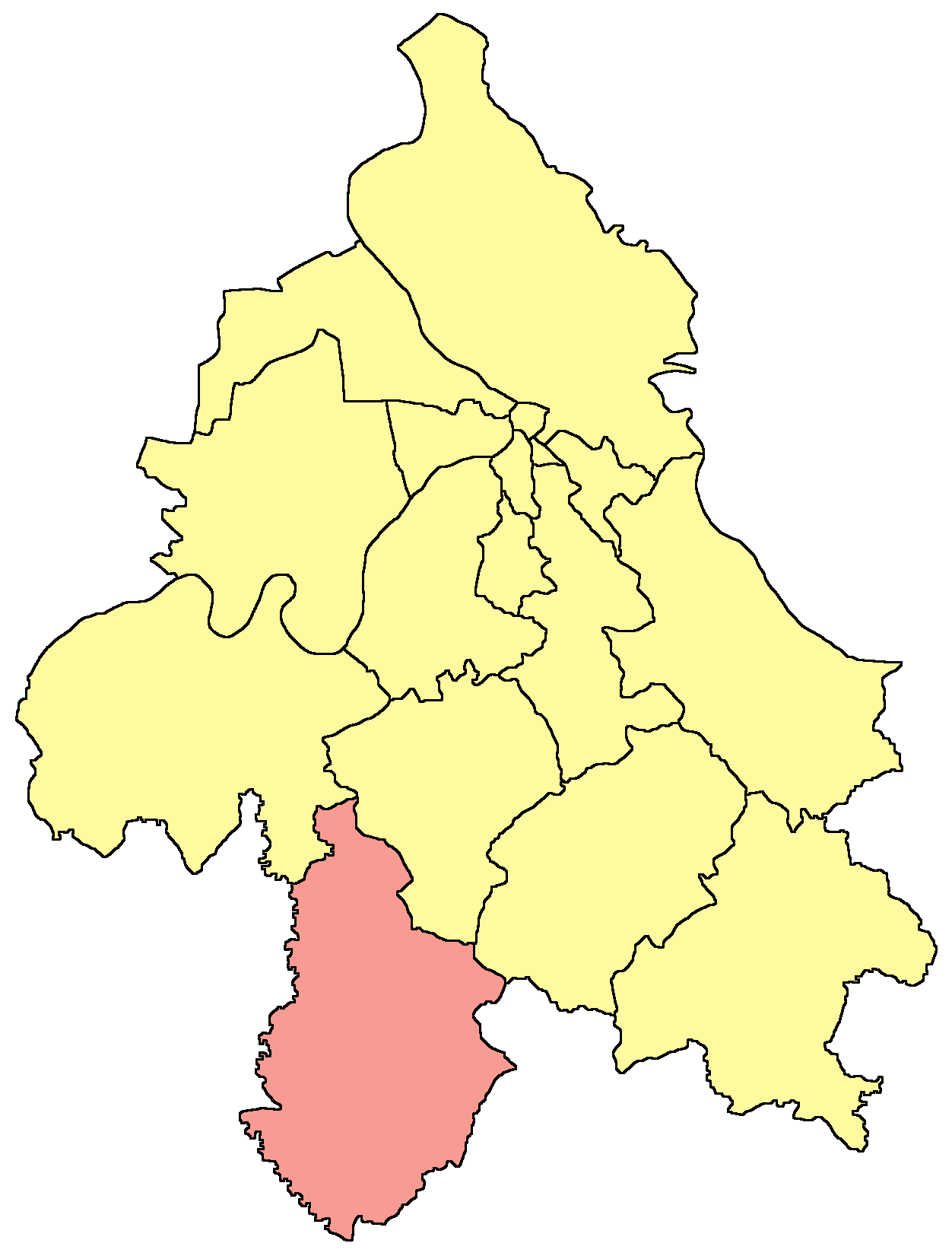
Localisation de la municipalité de Lazarevac dans la Ville de Belgrade

## Histoire
Le site archéologique de Lugovi, à Županjac, date de la fin du IIIe siècle et du début du IVe siècle et fournit des documents sur la pratique de la métallurgie à cette époque ; il est aujourd'hui inscrit sur la liste des sites archéologiques protégés de la république de Serbie et sur la liste des biens culturels de la ville de Belgrade.

## Démographie

### Évolution historique de la population
| 1948 | 1953 | 1961 | 1971 | 1981 | 1991 | 2002 | 2011 |
| ---- | ---- | ---- | ---- | ---- | ---- | ---- | ---- |
| 594  | 596  | 581  | 552  | 597  | 650  | 582  | 508  |

|  |

### Données de 2002
Pyramide des âges (2002)
En 2002, l'âge moyen de la population était de 36 ans pour les hommes et 41,3 ans pour les femmes.
Répartition de la population par nationalités (2002)
En 2002, les Serbes représentaient 97,59 % de la population et les Roms 2,06 %.

### Données de 2011
En 2011, l'âge moyen de la population était de 42,6 ans, 41,6 ans pour les hommes et 43,5 ans pour les femmes.

## Éducation
L'école élémentaire Mihajlo Mladenović Selja de Dudovica gère une antenne à Županjac.